# Стоян Капитан
Стоян Капитан е български революционер от XIX век, участник в Гръцката война за независимост.

## Биография
Роден е в крушевското село Арилево, тогава в Османската империя. Става хайдутин и действа в Катеринско, като обира само богатите турци и се опитва да защитава раята.
При избухването на Гръцкото въстание в 1821 година Стоян Капитан се присъединява към четата на Марко Бочар и воюва със сулиотите срещу османската армия.